# Acianthera muscicola
Acianthera muscicola é uma espécie de orquídea epífita, família Orchidaceae, que existe em Minas Gerais e no Rio de Janeiro, Brasil. Plantas de crescimento cespitoso, com caules na base recobertos por bainhas com pelos curtos. A inflorescência geralmente é mais curta que as folhas, com flores mais ou menos carnosas e pubescentes. Trata-se de planta sobre a qual não há muitas referências.

## Publicação e sinônimos
- Acianthera muscicola (Barb.Rodr.) Pridgeon & M.W.Chase, Lindleyana 16: 245 (2001).

Sinônimos homotípicos:
- Pleurothallis muscicola Barb.Rodr., Gen. Spec. Orchid. 1: 9 (1877).
- Lepanthes muscicola (Barb.Rodr.) Barb.Rodr., Gen. Spec. Orchid. 2: 56 (1881).